# Torre de telecomunicaciones de Gerona
La torre de telecomunicaciones de Gerona, popularmente conocida como "Pirulí" es una torre de radiodifusión de la ciudad de Gerona en España. Instalada en la zona de les Pedreres, entre la zona de Font de la Pólvora y el Polvorí, comenzó a ser construida en agosto de 1990. En septiembre de 1991 ya estaba lista y fue inaugurada por el ministro Borrell el 25 de enero de 1992. La inversión de Telefónica de España fue de 700 millones de pesetas (4.200.000 de euros) (25 millones por el terreno) y, en palabras del ministro, se había convertido "en uno de los puntos más avanzados del país en infraestructura de comunicaciones".

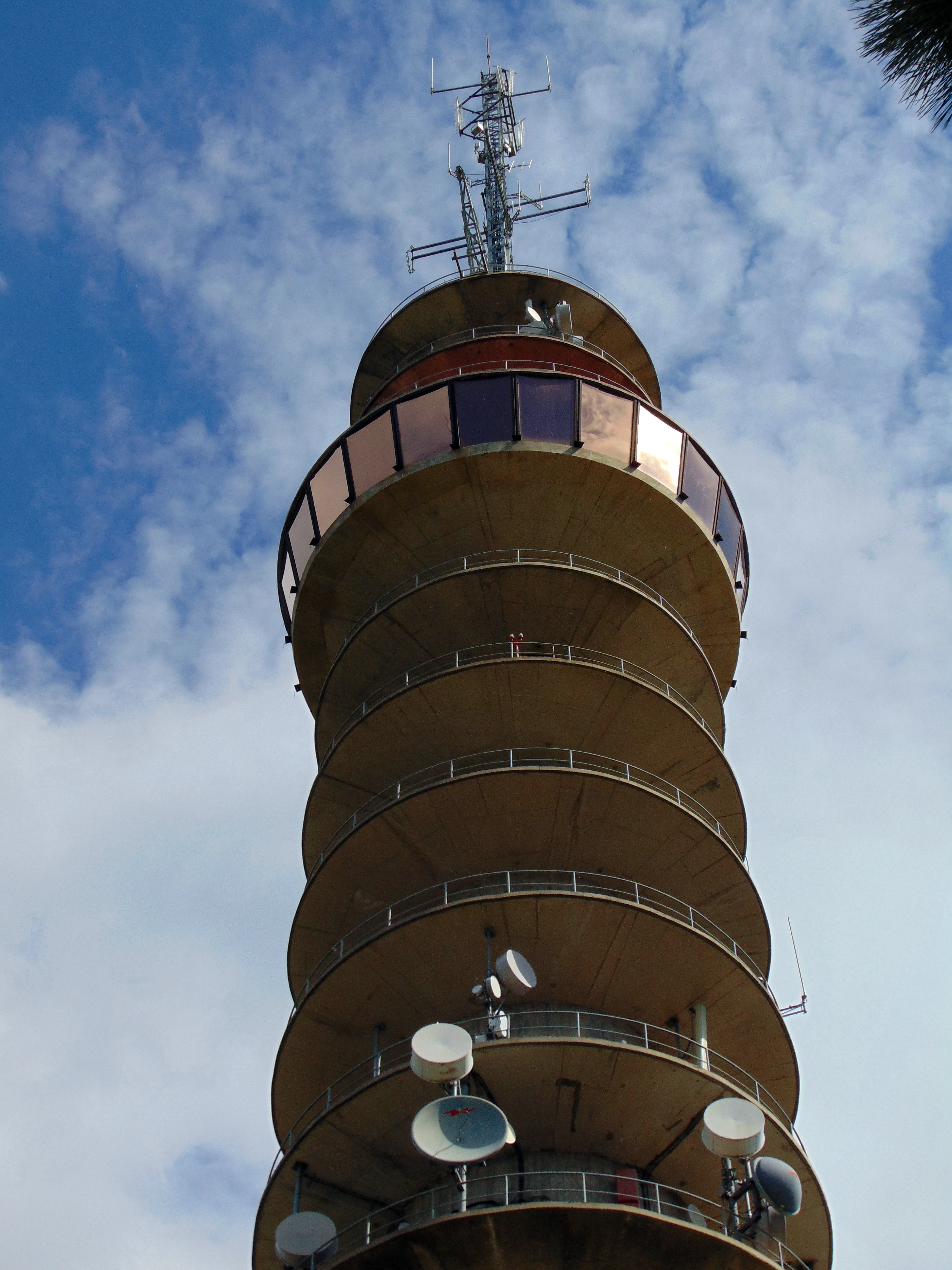
Vista de la torre

## Características
La torre dispone de nueve plataformas abiertas, para instalar parábolas, y una plataforma cerrada para aquellas parábolas que tienen el equipo de radio incorporado. La base de cimentación tiene 17 metros de diámetro y está colocada sobre tres metros de hormigón sobre la roca. La torre tiene una altura sobre el nivel del suelo de 112 metros (más o menos un edificio de 30 plantas). La altura del fuste de hormigón es de 82 metros y la altura del mástil metálico de 30 metros. Dispone de una panorámica excepcional de la comarca y, más en concreto, del Parc de les Pedreres donde se ubica, el Valle de San Daniel, las Gavarras y el área urbana de Girona ciudad y su entorno. Hay un total de 412 escalones para subir hasta la base metálica. Tiene forma troncocónica con base circular y un tronco de hormigón. El diámetro exterior, en la base es de 9 metros, y de 4'4 metros en la cota 80. Al lado de la torre, se construyó un edificio de 500 metros cuadrados y dos plantas. De noche, desde el Montseny a els Àngels, son bien visibles las balizas de alta intensidad situadas a 55 y 112 metros. La torre puede tener un movimiento de 2 centímetros con un viento de 120 km / h. En la parte superior se encuentran unas láminas circulares donde se ubican las parabólicas y antenas. Como curiosidad, se consiguieron 80 metros de torre de hormigón en poco más de un mes (unos 3 metros por día).

## Emisoras

### Radio FM
Nota: Algunas emisoras de Francia (Perpiñán) pueden ser recibidas en Girona, e interferir con esta torre de comunicaciones. Todas las emisoras de Perpiñán se escuchan en Figueras (y viceversa).
- 88.1 LOS40
- 88.9 ICAT
- 89.4 CAD-100
- 89.9 COPE
- 90.4 MELODIA FM
- 91.1 RNE-CLAS
- 91.9 RAC105
- 92.7 FEM GIRONA
- 93.3 RNE 1
- 94.0 RNE 5-GI
- 94.4 TARONJA RADIO
- 95.1 DIAL GIRONA
- 95.6 RADIO CAPITAL
- 96.7 CATMUSIC
- 97.4 SER CAT
- 98.5 SER
- 98.9 ONDACERO
- 99.6 FLAIX FM
- 100.1 RAC1
- 100.7 FLAIXBAC
- 101.3 KISS FM
- 101.7 CATINFO
- 102.2 CATRADIO
- 103.4 RADIO ESTEL (COPE catalana)
- 105.1 TELETAXI
- 106.8 EUROPAFM